# Eulenpfingsten
Eulenpfingsten ist eine Erzählung von Wilhelm Raabe, die im Frühjahr 1874 entstand und 1875 in Westermanns Monatsheften erschien. In Buchform erschien der Text 1879 im zweiten Band der „Krähenfelder Geschichten“ ebenfalls bei Westermann in Braunschweig.

## Inhalt
Am 22. Mai 1858 geraten sich in Frankfurt am Main der Legationsrat Alexius von Nebelung und sein Nachbar, der Großherzoglich Darmstädtische Kommerzienrat Florens Nürrenberg, in die Haare. Der Kommerzienrat schimpft den seligen Landesvater Fürst Alexius den Dreizehnten, zu Lebzeiten Dienstherr des Diplomaten von Nebelung, einen Hering. Der Legationsrat verunglimpft im Gegenzug Nürrenbergs Vaterstadt Rottweil  am Neckar als Eselstall.
Der Sohn des Kommerzienrats, der junge Professor der Ästhetik Dr. phil. Elard Nürrenberg und die Tochter des Legationsrats, Fräulein Katharina Nebelung, genannt Käthchen, sind bis über die Ohren verliebt. Heimlich verlobt sich das Paar, zerstreitet sich aber sogleich, als es um die Väter, „dieses alte Gesindel“, geht. Käthchen will eine gute Tochter sein und kann Elards Wort vom Gesindel nicht hinnehmen. Das Mädchen geht. Es holt seine Tante vom Bahnhof ab. Karoline von Nebelung, genannt Lina, die Schwester des Legationsrats, kehrt nach zwanzigjähriger Abwesenheit von Deutschland aus Amerika zurück. Die geborene Aristokratin war aus dem Deutschland ihrer Jugend durchgebrannt und war in Amerika als „Governeß“ tätig gewesen. Zunächst muss Tante Lina auf dem Bahnhof die Nichte trösten. Das Käthchen bereut seine Schlechtigkeit. Elard sei „in Groll weggegangen“.
Käthchens Vater hat guten Grund, die Tochter zum Empfang der heimkehrenden Schwester vorzuschicken. Hat doch der Legationsrat vor dreißig Jahren an der Vertreibung Linas mitgewirkt. Alexius von Nebelung will sich daheim nicht blicken lassen, unternimmt einen Pfingstausflug in Richtung Isenburg und kehrt unterwegs ein. In dem Lokal trifft er den braven Jugend- und Studienfreund Fritz Hessenberg. Der Witwer Fritz, Vater dreier erwachsener Kinder, ist geschäftlich unterwegs. In Romanshorn am Bodensee in der freien Schweiz betreibt er als Lohgerber ein florierendes Ledergeschäft. Vor dreißig Jahren hatte Alexius von Nebelung das Protokoll bei der Verurteilung des Studenten der Rechtskunde und Burschenschafters Hessenberg zu mehrjähriger Festungshaft geführt. Die damals 19-jährige Lina hatte sich zu ihrem geliebten Fritz bekannt und war dafür von der Mutter aus dem Hause gewiesen worden.
Mit dem voreinstigen Vaterlandsverräter Fritz, den er damals dingfest gemacht und darauf mehr als sechsundzwanzig Jahre nicht gesehen hat, wagt sich der Legationsrat, Träger des Alexiusordens, erst recht nicht nach Hause. Aber der Exdemagoge Fritz verzeiht dem ehemaligen Weggefährten und möchte Lina wenigstens begrüßen. Die Jugendfreunde machen sich auf den Weg. Kurz vor der Haustür will der ehemalige Staatsverbrecher und Hochverräter umkehren; will doch lieber den hellen Pfingstsonntag für den Anstandsbesuch abwarten. Spätabends macht man keine Visite bei einer Dame, die soeben aus Übersee angereist ist. Der Legationsrat aber benötigt Verstärkung und drängt Fritz zum Mitgehen.
Der Empfang ist überaus herzlich. Bruder und Schwester liegen sich in den Armen. Lina hat sich inzwischen mit dem alten Streithahn Nürrenberg angefreundet. Der Kommerzienrat hat das heimgekehrte Fräulein sowie Käthchen aufgesucht und unermüdlich Vorarbeit für das Happyend geleistet. Elard und Käthchen werden ein Paar. Raabe schreibt: „Elard und Käthchen sahen und hörten nichts; ein rosig durchleuchtet Gewölk trug sie, und Arm in Arm schwebten sie ins Paradies hinein. Sie ließen sich nicht stören durch das, was um sie her vorging, und es machte auch niemand Miene, die goldrote Wolke unter ihren Füßen wegzublasen und sie in die Wirklichkeit und auf den festen Boden zurückzurufen.“ Lina gesteht dem alten Nürrenberg lachend: „Sie sind der Mann, den ich in Deutschland zu finden hoffte.“ Fritz begrüßt Lina sodann ungezwungen herzlich. Lina erwidert den Gruß wehmütig. Der Legationsrat sieht stupide aus.

## Form
Die Handlung erstreckt sich über ein paar Stunden eines Pfingstsonnabends. Irgendwelche Rücksichten können nicht genommen werden: „Wir lassen uns auf nichts ein, was die Ansprüche des Lesers an die Geschichte betrifft. Was wir zu tun haben, wissen wir, und was wir zu sagen haben, gleichfalls, und dies genügt uns vollkommen.“ Mancher Schwenk trifft den Leser vorbereitet: „Wir wenden uns nunmehr noch einmal zu ihm [dem Kommerzienrat], um die Vorgänge in seiner biedern Seele bis zu diesem Augenblicke in ihrer Entwicklung uns deutlich zu machen.“
Der Erzähler legt in erheiterndem Ton dem Leser die Parallele von Elard und Käthchen mit Romeo und Julia nahe:
„Liebes Käthchen“, flüsterte der Sohn Montagues.
„O Elard!“ hauchte die Tochter Capulets.
In der zweiten Hälfte des 19. Jahrhunderts kann die Tragödie aus dem 16. Jahrhundert allerdings nur noch in Form einer Komödie prosaisch abgehandelt werden.
„Eulenpfingsten“ ist ein westfälischer Ausdruck und entspricht dem Sankt-Nimmerleins-Tag. Lutz Röhrich bringt im Lexikon der sprichwörtlichen Redensarten das Beispiel „up Ulepinxte (Eulenpfingsten), wann de Kräjjen op'm Ise danset“. Bereits Karl Friedrich Wilhelm Wander nennt unter Verweis auf Firmenich dieses Beispiel (in anderer Schreibweise) sowie eine Variante mit auf dem Eis tanzenden Böcken statt Krähen. Die Germanistin Hannelore Burchardt deutet den Titel dagegen als ein nur vordergründig sonniges Fest, das aber teuflische Mächte – hier Fürst Alexis XIII. und die Familie Nebelung, die das Lebensglück von Lina und Fritz engherzig zerstörten – zu einem Unglückspfingsten machten.

## Rezeption
- Raabe rüttele an raumzeitlichen Begrenzungen und wolle damit die Realität in Frage stellen.[13]
- Burchardt[14] untersucht die Rolle des fiktiven Erzählers, der weder Ich-Erzähler noch mit Raabe gleichzusetzen ist.
- Butzmann[15] gibt den Ort der Handlung in Frankfurt am Main mit einer Straßenkarte nach Rekonstruktionen des Frankfurters Fritz Hartmann genau an.
- Meyen[16] verweist auf weiter führende Arbeiten: Fritz Hartmann, Käthe Bothe, Gustav Plehn (Wolfenbüttel 1925, 1930, 1932), Wilhelm Fehse, Rosemarie Mushake (Braunschweig 1937, 1961) und Reinhold Hardt (Stuttgart 1958).

### Erstausgabe
- Eulenpfingsten. S. 1–112 im Bd. 2 der „Krähenfelder Geschichten“. Westermann, Braunschweig 1879[17]

### Verwendete Ausgabe
- Eulenpfingsten, S. 187–284 in: Fritz Böttger (Hrsg.): Wilhelm Raabe: Deutsche Scherzos. Sechs Erzählungen. 707 Seiten. Verlag der Nation, Berlin 1962

### Ausgaben
- In den „Krähenfelder Geschichten“ erschien die Erzählung noch 1897, 1902, 1907, 1915 und 1934.[18] Meyen[19] nennt sieben weitere Ausgaben.
- Eulenpfingsten. S. 355–447, mit einem Anhang, verfasst von Hans Butzmann, S. 506–521 in: Gerhart Meyer (Bearb.), Hans Butzmann (Bearb.): Meister Autor. Zum wilden Mann. Höxter und Corvey. Eulenpfingsten. (2. Aufl. besorgt von Karl Hoppe und Rosemarie Schillemeit) Vandenhoeck & Ruprecht, Göttingen 1973. Bd. 11, ISBN 3-525-20144-3 in Karl Hoppe (Hrsg.), Jost Schillemeit (Hrsg.), Hans Oppermann (Hrsg.), Kurt Schreinert (Hrsg.): Wilhelm Raabe. Sämtliche Werke. Braunschweiger Ausgabe. 24 Bde.